# Gmina Vithkuq
Gmina Vithkuq (alb. Komuna Vithkuq) – gmina położona we wschodniej części Albanii. Administracyjnie należy do okręgu Korcza w obwodzie Korcza. W 2011 roku populacja gminy wynosiła 1519 osób, 751 kobiet oraz 768 mężczyzn, z czego Albańczycy stanowili 91,24% mieszkańców, Arumuni 2,17%, Grecy 0,92%.
W skład gminy wchodzi dwanaście miejscowości: Vithkuq, Leshnja, Gjançi, Lubonja, Rehova, Roshanji, Trebicka, Grabocka, Treska, Stratobërdha, Panariti, Shtylla, Çemerica.